# Huty
Huty är en by och en kommun i distriktet Liptovský Mikuláš i regionen Žilina i norra Slovakien.

## Geografi
Kommunen ligger på en altitud av 789 meter och täcker en area på 11,57 km². Den har ungefär 173 invånare.